# Sarcostemma
Genre
Sarcostemma est un genre d'au moins 35 espèces de plantes à fleurs de la famille des Asclepiadaceae. On les trouve partout en Afrique et en Asie tropicale, en Australie, et dans certaines parties de l'Amérique du Nord. Ces plantes sont des arbustes vivaces à types de lianes. Ils sont souvent adaptés à la chaleur et/ou aux conditions désertiques. Certains ont peu ou pas de feuilles et font la photosynthèse dans les tissus de la tige verte. Les tiges molles sont remplis d'un latex blanc laiteux qui est toxique et caustique chez certaines espèces. Les fleurs ont un anneau de tissu épais à la base qui se prolonge par des appendices sphériques creux dans la corolle de la fleur.

## Espèces
- Sarcostemma acidum
- Sarcostemma angustissima
- Sarcostemma australe
- Sarcostemma brevipedicellatum
- Sarcostemma cynanchoides
- Sarcostemma clausum
- Sarcostemma daltonii
- Sarcostemma decorsei
- Sarcostemma esculentum
- Sarcostemma hirtellum
- Sarcostemma membranaceum
- Sarcostemma mulanjense
- Sarcostemma socotranum
- Sarcostemma viminale

## Synonymes
- Decanemopsis Costantin & Gallaud
- Drepanostemma Jum. & H.Perrier
- Funastrum E.Fourn.
- Pentacyphus Schltr.
- Philibertia Kunth
- Platykeleba N.E.Br.